# Aleksandyr Pulew
Aleksandyr Georgiew Pulew (bułg. Александър Георгиев Пулев; ur. 5 lutego 1981 w Płowdiwie) – bułgarski finansista i menedżer, w latach 2022–2023 minister innowacji i wzrostu.

## Życiorys
Ukończył studia z systemów informacyjnych i finansów na University of Maine, uzyskał magisterium z finansów na Uniwersytecie Oksfordzkim. Pracował m.in. w General Electric, Brown Brothers Harriman, Ernst & Young oraz Europejskim Banku Odbudowy i Rozwoju. Był też dyrektorem ds. bankowości inwestycyjnej w bułgarskim oddziale banku UniCredit. Od września do grudnia 2021 pełnił funkcję wiceministra transportu, technologii informacyjnych i komunikacji.
W sierpniu 2022 został ministrem innowacji i wzrostu w powołanym wówczas przejściowym rządzie Gyłyba Donewa. Utrzymał tę funkcję również w utworzonym w lutym 2023 drugim technicznym gabinecie tego samego premiera. Zakończył urzędowanie w czerwcu 2023.